# Roggendorf (Gemeinde Schollach)
Roggendorf ist eine Ortschaft und eine Katastralgemeinde der Gemeinde Schollach im Bezirk Melk in Niederösterreich.
Der Ort liegt westlich von Loosdorf am Ausläufer des Wachberges.

## Siedlungsentwicklung
Zum Jahreswechsel 1979/1980 befanden sich in der Katastralgemeinde Roggendorf insgesamt 70 Bauflächen mit 38.686 m² und 94 Gärten auf 127.991 m², 1989/1990 gab es 84 Bauflächen. 1999/2000 war die Zahl der Bauflächen auf 252 angewachsen und 2009/2010 bestanden 119 Gebäude auf 321 Bauflächen.

## Bodennutzung
Die Katastralgemeinde ist landwirtschaftlich geprägt. 282 Hektar wurden zum Jahreswechsel 1979/1980 landwirtschaftlich genutzt und 38 Hektar waren forstwirtschaftlich geführte Waldflächen. 1999/2000 wurde auf 271 Hektar Landwirtschaft betrieben und 42 Hektar waren als forstwirtschaftlich genutzte Flächen ausgewiesen. Ende 2018 waren 232 Hektar als landwirtschaftliche Flächen genutzt und Forstwirtschaft wurde auf 41 Hektar betrieben. Die durchschnittliche Bodenklimazahl von Roggendorf beträgt 62,1 (Stand 2010).

## Projekt Quarz
Zwangsarbeiter des KZ Melk trieben zwischen April 1944 und April 1945 ein ausgedehntes System an Stollen in den Wachberg. Organisiert wurde die Anlage von Hans Kammler, der für das Bauwesen der SS zuständig war, die unter dem Decknamen B9 Quarz – das B9 steht dabei für die neu zu beschaffende Anlage Nr. 9 und Quarz verweist auf die hier angetroffenen Quarzsande – die vor den alliierten Bombenangriffen geschützten Werksflächen an die Rüstungsindustrie vergab. Im Wachtberg waren 10 Hauptstollen und 23 Querstollen geplant, die mit A bis J und mit 1 bis 23 bezeichnet wurden. Ausgeführt wurden nur die Hauptstollen A bis G, da beim Stollen G Grundwasserprobleme auftraten, womit vom Vortrieb weiterer Hauptstollen Abstand genommen wurde, und die Querstollen 1 bis 15. Der Abstand der Hauptstollen betrug dabei 50 bis 100 Meter und der Abstand der Querstollen 20 bis 40 Meter. Etwa die Hälfte der Anlage wurde grob ergraben und mit rund 500 Meter war der Hauptstollen B der längste Stollen. Im Endausbau sollten die Stollen noch mit dicken Betonwänden ausgekleidet werden. in den letzten Kriegsmonaten war in den Querstollen 3, 4 und 5 die Steyr-Daimler-Puch AG eingemietet und hat Kugellager für die Rüstungsindustrie hergestellt.

## Persönlichkeiten
- Rosemarie Bauer (* 1944), Politikerin (ÖVP)